# Рашић
Рашић (алб. Rashiq) је насељено место у општини Пећ, на Косову и Метохији. Према попису становништва из 2011. у насељу је живело 759 становника.

## Становништво
Према попису из 2011. године, Рашић има следећи етнички састав становништва:
| Националност | 2011.        |
| Албанци      | 751 (98,94%) |
| Ашкалије     | 7 (0,92%)    |
| неизјашњени  | 1 (0,14%)    |
| Укупно       | 759          |

| Демографија | Демографија | Демографија |
| Година      | Становника  | Становника  |
| ----------- | ----------- | ----------- |
| 1948.       | 440         |             |
| 1953.       | 451         |             |
| 1961.       | 535         |             |
| 1971.       | 696         |             |
| 1981.       | 895         |             |
| 1991.       | 937         |             |
| 2011.       | 759         |             |